# 克莱蒙特 (纽约州)
克莱蒙特（英語：Clermont）是位于美国纽约州哥伦比亚县的一个镇，地处哥伦比亚县西南部、哈德逊以南。2010年美国人口普查时，该镇有1965人。1728年，克莱蒙特庄园（Clermont Manor）成立。1788年，设立克莱蒙特镇。